# Бад Кестриц
Бад Кестриц (њем. Bad Köstritz) град је у њемачкој савезној држави Тирингија. Једно је од 61 општинског средишта округа Грајц. Према процјени из 2010. у граду је живјело 3.777 становника. Посједује регионалну шифру (AGS) 16076003.

## Географски и демографски подаци
Бад Кестриц се налази у савезној држави Тирингија у округу Грајц. Град се налази на надморској висини од 203 метра. Површина општине износи 16,8 km². У самом граду је, према процјени из 2010. године, живјело 3.777 становника. Просјечна густина становништва износи 224 становника/km².

## Међународна сарадња
| Мјесто | Држава    | Врста сарадње | Од    |
| ------ | --------- | ------------- | ----- |
|        | Француска | контакт       | 1969. |
|        | Чешка     | контакт       | 2000. |
| Извор  |           |               |       |